# La Libre Belgique
La Libre Belgique é um jornal belga de língua francesa. Ao lado de Le Soir, domina o mercado da Valônia e as partes francesas de Bruxelas. É considerado pró-católico.
Foi fundado em fevereiro de 1915, pelos irmãos Louis e Victor Jourdain. Foi no início publicado secretamente na Bélgica, que estava então ocupada pelos alemães.
Em 1959, La Libre Belgique atingiu seu recorde de circulação, cerca de 190 mil cópias. Entretanto, em 1999, esse número decaiu para 68.212 cópias.